# Blasphemy
I Blasphemy sono un gruppo blackened death metal e war metal canadese formatosi a Burnaby nel 1984.

## Storia
Hanno pubblicato ad oggi, 2 album registrati in studio (Fallen Angel of Doom nel 1990 e Gods of War nel 1993) e uno dal vivo (Live Ritual - Friday the 13th) del 2002.
Inattivi per molti anni, sono ritornati ad esibirsi in concerto a partire dal 2009.

## Formazione

### Formazione attuale
- Nocturnal Grave Desecrator and Black Winds - voce
- Caller of the Storms - chitarra
- Deathlord of Abomination and War Apocalypse - chitarra
- V.K. (of Diocletian/Vassafor) - basso (dal vivo)
- Three Black Hearts of Damnation and Impurity - batteria

### Ex componenti
- Ace Gestapo Necrosleezer and Vaginal Commands - basso
- Black Priest of 7 Satanic Rituals - chitarra
- The Traditional Sodomizer of the Goddess of Perversity - chitarra
- Bestial Saviour of the Undead Legions - basso

## Discografia

### Album in studio
- 1990 - Fallen Angel of Doom
- 1993 - Gods of War

### Live
- 2002 - Live Ritual - Friday the 13th

### Demo
- 1989 - Blood Upon the Altar
- 2001 - Die Hard Rehearsal